# ناحية مركزية (مقاطعة بردسكن)
الناحية المركزية لمقاطعة بردسكن (بالفارسية: بخش مرکزی شهرستان بردسکن) هي ناحية (بخش) في مقاطعة بردسكن التابعة لمحافظة رضوي خراسان في إيران. بلغ عدد سكانها في تعداد 2006م 33105 نسمة، يتوزعون على 9313 عائلة. الناحية بها مدينة واحدة: بردسكن. ومنطقتان ريفيتان: قسم كنار شهر الريفي وقسم كوهباية الريفي.